# Vescomtat de Meille
El vescomtat de Meille (o Meilles) fou una jurisdicció feudal de la corona catalana donada a Joan de Foix-Candale.
L'ascendència d'aquest derivava d'Arquimbald captal del Buch i d'Isabel de Foix-Castellbò, dels quals el segon fill Gastó va obrir la branca dels captals del Buch coneguda com a Foix-Candale que va seguir el seu fill Joan de Foix-Candale que fou captal del Buch, comte de Benaugès i Candale i primer vescomte de Meilles o Meille i Castillon (1453-1485). El seu fill gran va continuar amb el captalat del Buch, Benaugès i Candale i el segon fill Joan (II) va obrir una nova branca (coneguda com a Foix-Randan), que va rebre Meille (o Meilles) en territoris de la corona catalana, i Castillon a Dordonya, a més de les senyories de La Trene i Montguyon, rebent els comtats de Gurson i de Fleix.
Joan va morir el 1521 i el va succeir el seu fill Gastó que era viu el 1590 però havia deixat el comtat de Gursan i el vescomtat de Meilles al seu fill gran Lluís i el comtat de Fleix al fill segon Francesc Febús; tots dos (i un tercer germà Gastó) van morir en la batalla de Moncrabeau el 21 de juliol de 1580. El fill gran de Lluís, Frederic va recollir la successió del seu pare a Gurson i Mailles mentre el seu germà, Gastó, rebia el comtat de Fleix. Aquest darrer va morir sense fill i el va succeir Joan Baptista Gastó I, per renúncia del seu pare Frederic de Gurson i Meilles que va viure fins al 1655 i que al mateix temps va cedir el vescomtat de Meilles al seu segon fill Enric.
Joan Baptista Gastó I de Fleix va morir el 1646 i el va succeir el seu fill Joan Baptista Gastó II. El 1655 va morir el seu avi Frederic i el comtat de Gurson va passar també a Joan Baptista Gastó II, que tres anys després va heretar Meilles del seu oncle Enric que va morir sense fills. El 1663 Joan Baptista Gastó fou fet duc de Randan i par de França, i va morir el 1665.
El va succeir el seu germà Enric Francesc, duc de Randan i par, que va morir sense cap familiar viu el 1714 i la casa es va extingir.

## Llista de vescomtes de Meilles
- Joan (I) 1453-1485
- Joan (II) 1485-1521
- Germà Gastó 1521-?
- Lluís ?-1580
- Frederic 1580-?
- Enric ?-1658
- Joan Baptista Gastó (II) 1658-1665, duc de Randan 1663

## Llista de comtes de Gurson
- Joan (II) 1485-1521
- Germà Gastó 1521-?
- Lluís ?-1580
- Frederic 1580-1655
- Joan Baptista Gastó (II) 1655-1665, duc de Randan 1663

## Llista de comtes de Fleix
- Joan (II) 1485-1521
- Germà Gastó 1521-?
- Francesc Febús ?-1580
- Gastó 1580-?
- Lluís ?-1580
- Joan Baptista Gastó I ?-1646
- Joan Baptista Gastó II 1646-1665, duc de Randan 1663

## Ducs de Randan
- Joan Baptista Gastó II 1663-1665
- Enric Francesc 1665-1714